# یاخ سین تپه
یاخ سین تپه مربوط به دوران پیش از تاریخ ایران باستان تا دوران‌های تاریخی پس از اسلام است و در شهرستان ترکمن، بخش گمیشان، روستای یاخ سین تپه واقع شده و این اثر در تاریخ ۱۰ خرداد ۱۳۸۲ با شمارهٔ ثبت ۸۸۷۶ به‌عنوان یکی از آثار ملی ایران به ثبت رسیده است.